# Muscisaxicola maclovianus
La dormilona carinegra (Muscisaxicola maclovianus), también denominada dormilona tontita (en Argentina y Chile), dormilona cara negra (en Uruguay), dormilona de cara oscura (en Perú) o dormilona carinegruzca, es una especie de ave paseriforme de la familia Tyrannidae perteneciente al numeroso género Muscisaxicola. Nidifica en el sur de América del Sur (Patagonia y las islas Malvinas); migran al norte en los inviernos australes.

## Distribución y hábitat

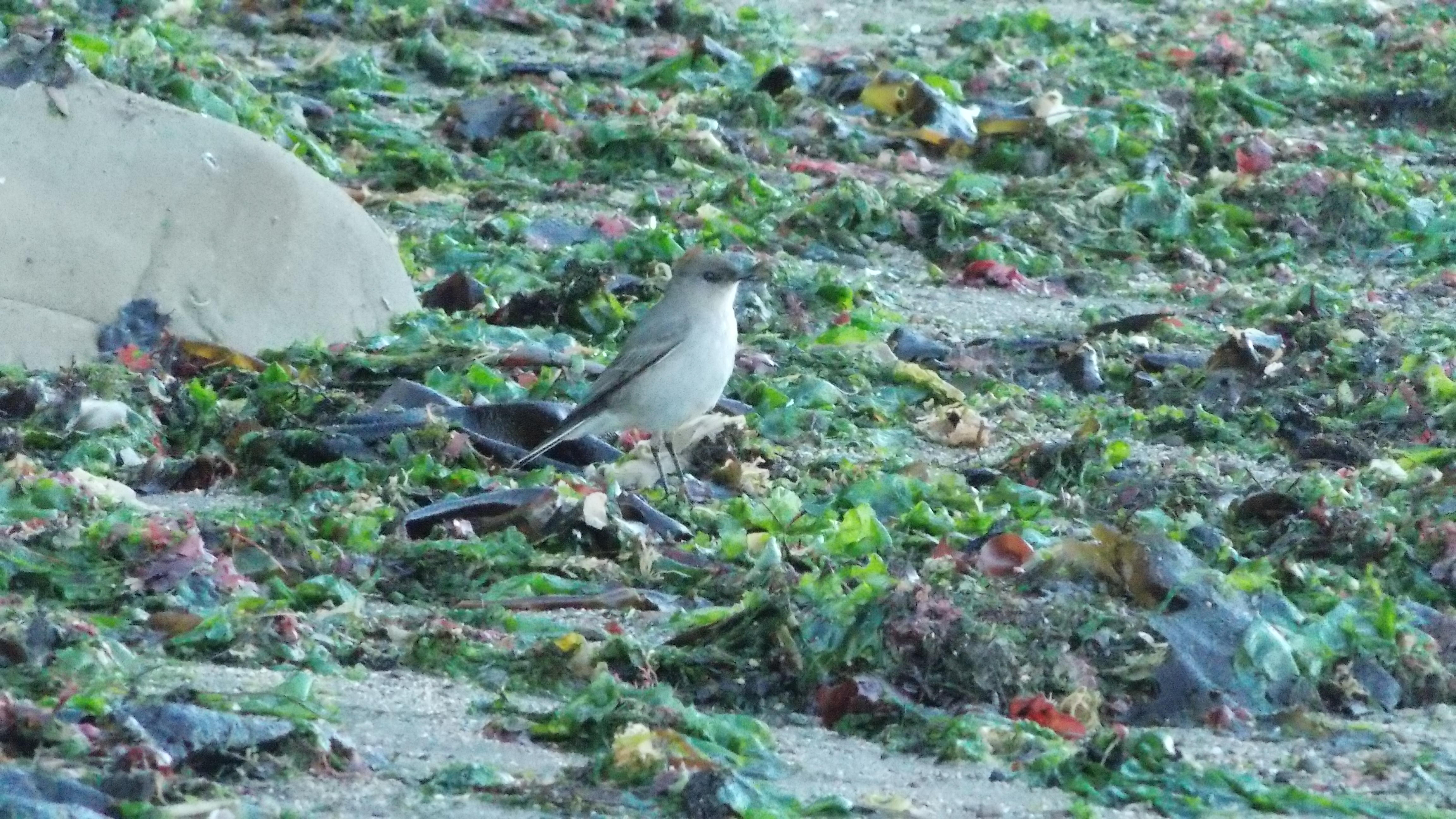
Ejemplar sobre lecho de algas, ejemplo de hábitat no reproductivo.

Esta especie se reproduce en las islas Malvinas y en la Patagonia del suroeste de Argentina y sur de Chile hasta tan al sur como Tierra del Fuego y el cabo de Hornos. En el invierno austral las poblaciones patagónicas migran hasta el centro norte de Argentina, Uruguay, ocasionalmente sur de Brasil, y por la pendiente del Pacífico del norte de Chile, hasta el noroeste de Perú.
Esta especie es considerada común en sus hábitats reproductivos naturales: los prados abiertos cerca de bosques y bordes de bosques en laderas andinas; también en humedales en valles y prados en la vecindad de ríos; algunas veces asociada con cojines de Azorella en mayores altitudes. En la temporada no reproductiva se dispersa en pastizales, pastajes, desiertos de arena, playas, y en lechos de algas secas o algas marinas flotantes; algunas veces en campos cultivados irrigados. Principalmente por debajo de los 1200 m de altitud, raramente llegando hasta los 2500 m.

## Comportamiento
Generalmente busca alimento solitario o en pareja, a veces en pequeños grupos. Se alimenta de insectos.

## Sistemática

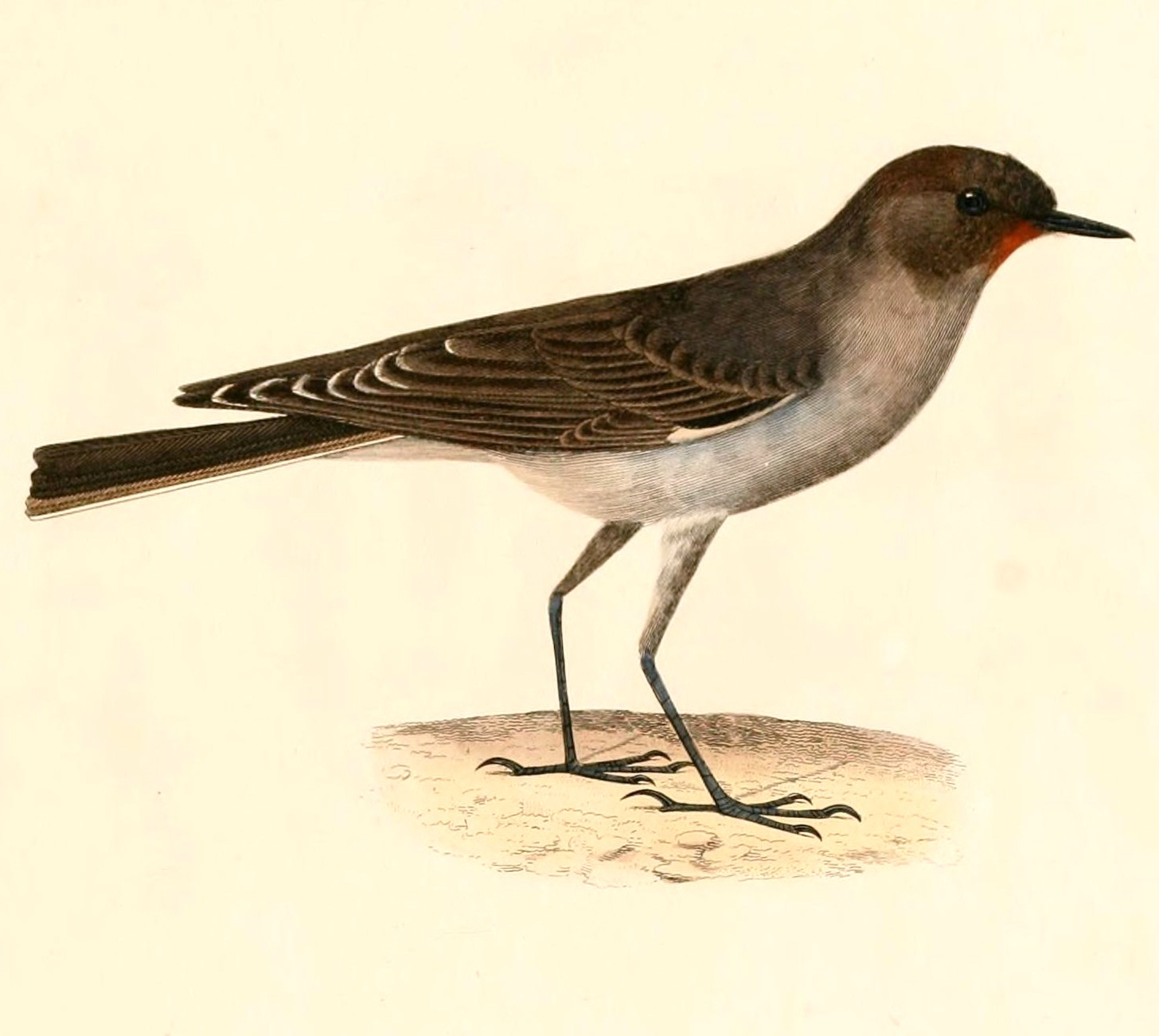
Muscisaxicola mentalis, ilustración en d'Orbigny Voyage dans l'Amérique Méridionale, 1847.

### Descripción original
La especie M. maclovianus fue descrita por primera vez por el naturalista francés Prosper Garnot en 1826 bajo el nombre científico Sylvia macloviana; su localidad tipo es: «Islas Malvinas».

### Etimología
El nombre genérico masculino «Muscisaxicola» es una combinación de los géneros Muscicapa y Saxicola, ambos del Viejo Mundo; y el nombre de la especie «maclovianus», se refiere a las Îles Malouines, nombre en francés de las islas Malvinas, la localidad tipo de la especie.

### Subespecies
Según las clasificaciones del Congreso Ornitológico Internacional (IOC) y Clements Checklist/eBird se reconocen dos subespecies, con su correspondiente distribución geográfica:
- Muscisaxicola maclovianus mentalis d’Orbigny & Lafresnaye, 1837 – nidifica en la Patagonia argentina (en las provincias de: Neuquén, Río Negro, Chubut, Santa Cruz, y Tierra del Fuego), y en el sur de Chile (desde Los Ríos hasta el cabo de Hornos). En invierno migra al norte, hasta el norte de Perú, noreste de Argentina y Uruguay, ocasionalmente hasta el sur de Brasil .
- Muscisaxicola maclovianus maclovianus (Garnot, 1826) – nidifica y es residente permanente en las islas Malvinas.